# Castle (televisieserie)
Castle is een Amerikaanse politie- en dramaserie uit 2009 die is geproduceerd door ABC Studios. In de Verenigde Staten werd de serie uitgezonden door ABC, in Nederland door RTL Crime en in Vlaanderen door VIER.
In september 2014 werd de eerste aflevering van het zevende seizoen uitgezonden. In september 2015 werd de eerste aflevering van het achtste seizoen uitgezonden. Op 13 mei 2016 kwam het nieuws naar buiten dat Castle geen negende seizoen zou krijgen. Op 16 mei 2016 was de allerlaatste aflevering te zien op de Amerikaanse zender ABC.

## Premise
Richard Castle (Nathan Fillion) is een beroemde, succesvolle detectiveschrijver die zijn hoofdpersoon in zijn boekenreeks ombracht en kampt met een schrijversblok. Castle is door de NYPD gevraagd te helpen bij het oplossen van een copy-catmoord uit een van zijn romans waaraan rechercheur Kate Beckett (Stana Katic) werkt.
Castle, die op zoek is naar een nieuw hoofdpersonage voor zijn nieuwe boekenreeks Nikki Heat, vindt in rechercheur Beckett het ideale model waarop het nieuwe personage kan worden gebaseerd. Hij maakt gebruik van zijn contacten in het kantoor van de burgemeester van New York en krijgt toestemming om rechercheur Beckett ook bij toekomstige moordzaken te ondersteunen.
Beckett, een fervent lezer van Castles boeken, staat in eerste instantie afwijzend ten opzichte van het verzoek dat Castle haar bij moordzaken vergezelt. Later stelt Beckett dit bij en erkent dat Castle een nuttige bron is bij het oplossen van misdaden.
Hoewel dit formeel een politie- en dramareeks is, bevat de serie ook komische en romantische elementen.

## Rolverdeling
| Acteur                | Termijn   | Personage        | Omschrijving                                    |
| --------------------- | --------- | ---------------- | ----------------------------------------------- |
| Nathan Fillion        | 2009-2016 | Richard Castle   | Misdaadschrijver van bestsellers                |
| Stana Katic           | 2009-2016 | Kate Beckett     | Rechercheur 12de district NYPD, hoofdinspecteur |
| Jon Huertas           | 2009-2016 | Javier Esposito  | Voormalig militair, rechercheur                 |
| Seamus Dever          | 2009-2016 | Kevin Ryan       | Voormalig lid narcoticabrigade, rechercheur     |
| Tamala Jones          | 2009-2016 | Dr. Lanie Parish | Schouwarts                                      |
| Susan Sullivan        | 2009-2016 | Martha Rodgers   | Moeder van Richard Castle                       |
| Ruben Santiago-Hudson | 2009-2011 | Roy Montgomery   | Hoofdinspecteur                                 |
| Penny Johnson Jerald  | 2011-2015 | Victoria Gates   | Hoofdinspecteur                                 |
| Molly C. Quinn        | 2009-2016 | Alexis Castle    | Dochter van Richard Castle                      |

### Terugkerende rollen
- Arye Gross -  M.E. Sidney Perlmutter (2009-2016)
- Darby Stanchfield - Meredith (2009, 2013)
- Scott Paulin - Jim Beckett (2009-2014)
- Juliana Dever - Jenny Ryan (2010-2016)
- Geoff Pierson - Mr. Smith (2011-2015)
- Jack Coleman - Senator William H. Bracken (2012-2015)
- Maya Stojan - Tory Ellis (2013-2015)
- Toks Olagundoye - Hayley Shipton (2015-2016)
- Sunkrish Bala - Vikram Singh (2015-2016)

## Afleveringen
| Seizoen | Afleveringen | Originele uitzendingen | Originele uitzendingen | Verschijningsdatum dvd regio 2 |
| Seizoen | Afleveringen | Seizoenpremière        | Seizoenfinale          | Verschijningsdatum dvd regio 2 |
| ------- | ------------ | ---------------------- | ---------------------- | ------------------------------ |
| 1       | 10           | 9 maart 2009           | 11 mei 2009            | 6 mei 2009                     |
| 2       | 24           | 21 september 2009      | 17 mei 2010            | 1 mei 2011                     |
| 3       | 24           | 20 september 2010      | 16 mei 2011            | 24 november 2011               |
| 4       | 23           | 19 september 2011      | 7 mei 2012             | 5 december 2012                |
| 5       | 24           | 24 september 2012      | 13 mei 2013            | 26 november 2013               |
| 6       | 23           | 23 september 2013      | 12 mei 2014            | 26 november 2014               |
| 7       | 23           | 29 september 2014      | 11 mei 2015            | december 2015                  |
| 8       | 22           | 21 september 2015      | 16 mei 2016            | november 2016                  |